# La Iruela
La Iruela là một đô thị trong tỉnh Jaén, Tây Ban Nha. Theo điều tra dân số 2005 (INE), đô thị này có dân số là 1894 người.
37°55′B 3°00′T / 37,917°B 3°T